# Laperousecythere yahtsensis
Laperousecythere yahtsensis är en kräftdjursart som beskrevs av Brouwers 1993. Laperousecythere yahtsensis ingår i släktet Laperousecythere och familjen Hemicytheridae. Inga underarter finns listade i Catalogue of Life.